# 向井真理子
向井 真理子（むかい まりこ、1937年〈昭和12年〉10月13日 - ）は、日本の女性声優。81プロデュース所属。東京府東京市中野区朝日ヶ丘（現：東京都中野区本町）出身。夫は朝戸鉄也。

## 経歴

### 生い立ち
戦時中は父の故郷の大阪府北河内郡星田村（後の大阪府北河内郡交野町、現：大阪府交野市）に疎開して小学4年生まで過ごしていた。
小さい頃より、詩、童話が好きだったという。小川正子の手記『小島の春』を読んで感銘を受ける。当時は友人たちの読み終えた本を集めて病院に寄贈したり、弁当を持ってこなかったクラスメイトのために毎日弁当を持っていってあげたりしており、将来は「世のため人のために奉仕する仕事がしたい」と夢を描いていたという。
終戦後、しばらくは一家は東京に帰郷したが、向井は河内弁であり、標準語を喋れなくなっていた。
その後、父の仕事の都合もあり、北海道に鉱山がある土地を転々として小学校卒業するまでは6回も転校した。
東京に帰郷した後は東京都世田谷区下北沢から鷗友学園女子中学校に通学していた。

### キャリア
学生時代は演劇部に所属していた。クラスメイトに熱烈なヅカファンがおり、憧れのスターたちに会いたいばかりに、無断で宝塚音楽学校に入学させることを計画していた。それまで少女歌劇なるものを見たこともなく、「男装して演じるなんて……」とさえ思っていた。受験する気はなかったが、「数学のない世界に生きたい」と1952年、宝塚音楽学校に宝塚歌劇団40期生として入学。その時の母親は大反対していた。しかし堅物でとうてい聞き入れてくれないと思っていた父親が、許してくれたという。入学後、何をやってもドジばかりだったが、先輩、同級生の皆からは、「ドジなマリちゃん」と、大いにかわいがられていたという。音楽学校卒業後、宝塚歌劇団入団後星組に配属された。在団中の芸名は美鳩 万里子。宝塚歌劇団に入団してから2年8カ月目、友達に「宝塚は大変」と手紙を書いたところ、前述のとおり、向井が芸能界に入ることを大反対していた母親にやめさせられてしまい、退団。東京に帰郷したが、学歴は中卒で、就職の口もなく、「これからどうしようか」と考えて、しばらくの間家でブラブラしていた。
そんなある日、新聞でラジオ東京のテレビ俳優の募集の広告が載っており、「これだ!」と応募していたところ、合格。1955年に東京テレビ劇団（旧：ラジオ東京放送劇団）に第四期生として入団。本人は元々女優志望だったが、後にラジオ放送劇団に配属。それから1週間も経たないうちにラジオドラマのヒロインのオーディションに誘われて合格、声優デビューとなった。初仕事は朝のラジオドラマ『花ふたたび』の主役・真弓役となる。
1958年に劇団を退団して東映と契約するが、同年中にフリーランスとなる。
かつては東京テレキャスト・プロ、東京俳優生活協同組合、桐の会、劇団河、青二プロダクションに所属していた。

### 現在まで
2007年、第1回声優アワード功労賞を受賞。

## 人物・特色
声種はソプラノ。
役柄としては、アニメでは母親役が多い。
一人っ子である。息子と娘がいる。
趣味はケーキ作り、猫の調教。

### マリリン・モンロー
洋画ではマリリン・モンローの日本語吹き替えを専属（フィックス）で担当。初の吹き替えは『荒馬と女』である。イメージを意識するのが難しいうえに当初はモンローのことはよく分からず、彼女の声を聞いてそれに近づけようと懸命に真似をしたが、演出家には「向井真理子として演じていい」と念を押されたことにより、最後までやり切れたと語っている。なお、モンローの吹き替えをする時にモンローが口を半開きにしていることが多かったので、声を合わせるタイミングがなかなか掴めず苦労したとも語っている。
フリーランスとなった時にニッポン放送のラジオドラマ『君美しく』に出演していた。その時は向井は当初は「一番色気がない女優」と言われ、ラジオドラマの仕事も強引に取ってもらうかたちであった。「色気がないってことは将来性がない。将来ラジオで主役をやるには色気が大事だ」とマリリン・モンローが出演していた映画『百万長者と結婚する方法』のテレビ版『億万長者と結婚する法』の主役を演じていたバーバラ・イーデンを演じたのがモンローの吹き替えに抜擢されたきっかけである。
当時は顔出しの生ドラマに出演していたため、マネージャーは、テレビ局の人物に「この役に向井なんてとんでもない、あの子全然色気ないのにダメだよ」と散々言われたようだった。その時に「いやあ、そのネクタイいいですねえ」と言いながら、台本を取ってきて、結局、強引に仕事を取ってきてくれた形でマネージャーには、「本当にこれを失敗したら僕はもう面倒を見ないし、もう業界を辞めた方がいいよ」と言われたという。
自分の色気というものが分からず、夏のある日、隣に生まれた赤ちゃんがママに甘えたりしている声が聞こえて、「ああいう感じかなあ……」、「こんなんじゃダメだろう」と怒られるのを覚悟し、そのまま録音当日に訳も分からず演技を行った。その時、「なんか色っぽい」と評され、それ以降モンローのほとんどの吹き替えを向井が行うようになった。
その時に「セクシーな声」と評価されたが、元々が赤ちゃんの声からだったことから向井では分からず、「いまだに不思議だなあ」という気持ちになるという。あの時は困っており、「できないと怒られる！」という状況で、「どうしよう」と思っていた時に、赤ちゃんの声がセクシーに聞こえたという。
モンローの吹き替えを演じるようになってからそれ以外の吹き替えの仕事が減少し、上からはイメージ作りの一環から「マリリン・モンロー以外はダメ」と指図が来ていたという。同期でもある野沢那智は多く俳優の吹き替えを担当しているのに対して、なぜ自分はマリリン・モンローだけなのかと僻んだこともあるという。
また、モンローのパロディである『Dr.スランプ アラレちゃん』の山吹みどり→則巻みどりやホテル聚楽のCM（モンローのそっくりさんの吹き替え）にも出演した。
向井をマリリン・モンロー役に売り込んだのは江崎加子男であるとされる。

## 出演
太字はメインキャラクター。

### テレビアニメ
1965年
- 宇宙エース（あさり）
- オバケのQ太郎（よっちゃん）
- 鉄腕アトム (アニメ第1作)

1966年
- 魔法使いサリー（1966年 - 1967年、すみれ〈初代〉、ママ〈初代〉）

1967年
- 悟空の大冒険（ムシャムシャ女王）
- ドンキッコ（あやめ）

1968年
- 怪物くん（ヒロシのお姉さん）
- サイボーグ009（1968年版）
- わんぱく探偵団（鏡鈴子）

1969年
- どろろ（お須志）

1976年
- まんが 花の係長（ヨーコ）

1979年
- ルパン三世 (TV第2シリーズ)

1980年
- 銀河鉄道999（マザー）

1981年
- 最強ロボ ダイオージャ（アリンス）
- Dr.スランプ アラレちゃん（1981年 - 1986年、山吹先生 / みどり先生、はるばあさん、オキク、妻）
- ニルスのふしぎな旅（チューリップ）
- フーセンのドラ太郎（メイコ）

1982年
- あさりちゃん（浜野さんご / ママ）
- Dr.スランプアラレちゃん ペンギン村英雄伝説（山吹先生）
- とんでモン・ペ（ペーちゃん）
- 吾輩は猫である（マツ）

1983年
- うる星やつら（マコの母）
- どくとるマンボウ&怪盗ジバコ 宇宙より愛をこめて（マンナ）

1984年
- Gu-Guガンモ（花園先生）
- 夢戦士ウイングマン（1984年 - 1985年、母）

1986年
- ドラゴンボール（1986年 - 1987年、ママ、みどり）
- メイプルタウン物語（エレーヌ・ライアン、カルメラ）

1987年
- ゲゲゲの鬼太郎（第3作）（美女）
- 新メイプルタウン物語 パームタウン編（マリーナ）

1988年
- 美味しんぼ（西野美子）
- つるピカハゲ丸くん（ハゲ田つる子〈かあちゃん〉）
- ビックリマン（聖母マンマ）
- ハロー!レディリン（パトリシア）

1989年
- がきデカ（としえ）
- 新ビックリマン（クイーンサヌア）
- ドラゴンボールZ（1989年 - 1991年、蛇姫、ブルマの母〈初代〉）
- パラソルヘンべえ（チンべえ）

1990年
- おぼっちゃまくん（ばあや）
- それいけ!アンパンマン（毛糸ぐもママ）

1991年
- おばけのホーリー（マジョビアンカ）

1993年
- ポコニャン!（ママ）

1998年
- 学級王ヤマザキ（七光剛の母）

1999年
- 週刊ストーリーランド（母）

2001年
- 仰天人間バトシーラー（デビルバーチャン）
- パラッパラッパー（ドロシー）

2009年
- うさるさん。（おばあちゃん）
- ハヤテのごとく!!（鷺ノ宮九重）

### 劇場アニメ
1980年
- 世界名作童話 森は生きている（娘）

1981年
- Dr.スランプ アラレちゃん ハロー!不思議島（山吹先生）

1982年
- あさりちゃん 愛のメルヘン少女（ママ）
- Dr.SLUMP “ほよよ!”宇宙大冒険（山吹みどり、オハル）

1983年
- Dr.スランプ アラレちゃん ほよよ!世界一周大レース（山吹先生）

1984年
- Dr.スランプ アラレちゃん ほよよ!ナナバ城の秘宝（則巻みどり）

1985年
- Dr.スランプ アラレちゃん ほよよ!夢の都メカポリス（山吹みどり）

1986年
- ゲゲゲの鬼太郎 妖怪大戦争（ヨネ）

### OVA
1987年
- 花のあすか組! 新歌舞伎町ストーリー（あすかのママ）

1988年
- 宇宙家族カールビンソン（ポーナ）

1990年
- 花のあすか組!2 ロンリーキャッツ・バトルロイヤル（あすかのママ）

1997年
- バトルアスリーテス大運動会（1997年、保険医）

### 吹き替え

#### 担当女優
バーバラ・イーデン
- 億万長者と結婚する法（1959年、ロコ・ジョーンズ）※フジテレビ版
- かわいい魔女ジニー（1966年、1話のみ / ジニー）※NET版

マリリン・モンロー
- 荒馬と女（1966年、ロズリン・ターベル）※NET版
- 百万長者と結婚する方法（1967年、ポーラ・デベヴォア）※NET版
- お熱いのがお好き（1967年、シュガー・ケーン・コワルチェック）※NET版
- 恋をしましょう（1967年、アマンダ・デル）※NET版
- 紳士は金髪がお好き（1968年、ローレライ・リー）※NET版
- ショウほど素敵な商売はない（1968年、ヴィッキー・パーカー）※NET版
- 帰らざる河（1969年、ケイ・ウェストン）※NET版
- 七年目の浮気（1969年、ブロンド美女）※NET版
- イヴの総て（1970年、クラウディア・カズウェル）※NET版
- ナイアガラ（1970年、ローズ・ルーミス）※TBS版
- 帰らざる河（1972年、ケイ・ウェストン）※フジテレビ版
- 王子と踊子（1973年、エルシー・マリーナ）※フジテレビ版
- 七年目の浮気（1973年、ブロンド美女）※フジテレビ版
- 紳士は金髪がお好き（1974年、ローレライ・リー）※フジテレビ版
- アスファルト・ジャングル（1974年、アンジェラ・フィンレー）※東京12ch版
- バス停留所（1975年、シェリー〈チェリー〉）※NET版
- 帰らざる河（1978年、ケイ・ウェストン）※テレビ朝日版
- バス停留所（1981年、シェリー〈チェリー〉）※東京12ch版
- 王子と踊子（1981年、エルシー・マリーナ）※テレビ朝日版
- 七年目の浮気（1982年、ブロンド美女）※LD版
- 荒馬と女（1983年、ロズリン・ターベル）※TBS版

ルシー・テイラー
- ベイブ（1999年、猫のダッチェス）※日本テレビ版
- ベイブ/都会へ行く（2002年、ピンクのプードル）※日本テレビ版
- ベイブ（2005年、猫のダッチェス）※NHK版

#### 映画
1970年
- ナイスガイ・ニューヨーク（ペギー〈ジル・セント・ジョン〉）※フジテレビ版

1976年
- バンクジャック（ドーン・ディバイン〈ゴールディ・ホーン〉）※フジテレビ版
- 泥棒がいっぱい（クローディア〈ブリット・エクランド〉）※NET版

1977年
- 雨に唄えば（リナ・ラモント〈ジーン・ヘイゲン〉）※フジテレビ版

1981年
- メル・ブルックス/新サイコ（ビクトリア〈マデリーン・カーン〉）※TBS版

1984年
- 9時から5時まで（ドラリー・ローズ〈ドリー・パートン〉）※テレビ東京版

1987年
- 個人授業（クリスタル夫人〈アーリーン・ゴロンカ〉）※テレビ朝日版

1989年
- ポパイ（オリーブ・オイル〈シェリー・デュヴァル〉）※フジテレビ版

1990年
- チキンハート・ブルース（モリーン〈サリー・カークランド〉）※ソフト版

1991年
- マイ・ブルー・ヘブン（シャルディーン〈キャロル・ケイン〉）※ソフト版

1992年
- グレムリン2 新・種・誕・生（ガール）※ソフト版

2000年
- フォーエバー・フィーバー（チャン夫人〈マーガレット・チャン〉）※ソフト版

2008年
- デンジャラス・ビューティー2（本人〈ドリー・パートン〉）※日本テレビ版

#### ドラマ
1965年
- 0011ナポレオン・ソロ ※日本テレビ版
  - 第4話『箱舟号の反乱』（エルサ・バーンマン〈スー・アン・ラングドン〉）

1967年
- じゃじゃ馬億万長者（エリー〈ドナ・ダグラス〉）※フジテレビ版

1970年
- 奥さまは魔女 ※NET版
  - 第178話『フィアンセはウサギ』（バニー〈キャロル・ウェイン〉）

1992年
- ジム・ヘンソンのストーリーテラー（ラッキーの母〈メレリナ・ケンドール〉、兵士の妻〈ヤン・チャペル〉）

1996年
- ER緊急救命室 ※NHK版　
  - 第10話『つかの間の休息』（ロクサーヌ〈アリックス・エリアス〉）

#### アニメ
時期不明
- 宇宙家族ジェットソン（エルロイ・ジェットソン）
- ピノキオの冒険（ピノキオ）
- ベティ・ブープ（ベティ・ブープ）
- みにくいアヒルの子（母アヒル）

1961年
- バッタ君町に行く（ハニー〈ポーリン・ロス〉）※フジテレビ版
- 原始家族フリントストーン（ベティ・ラブル）※フジテレビ版

1963年
- ドラ猫大将（1963年 - 1964年、オタマ〈マーヴィン・カプラン〉） ※NET版

1992年
- ガーフィールドと仲間たち（1992年 - 1994年、リズ〈ジュリー・ペイン〉）※WOWOW版

1993年
- ベティ・ブープのロマンス（ベティ・ブープ）※NHK版

#### 人形劇
1968年
- キャプテン・スカーレット（メロディー・エンジェル〈シルヴィア・アンダーソン〉）※TBS版

### ゲーム
1996年
- BSスーパーマリオUSAパワーチャレンジ（ピーチ姫）

1997年
- エキサイトバイク ぶんぶんマリオバトル（ピーチ姫）

1998年
- BS スーパーマリオコレクション（ピーチ姫）

### 人形劇
- 孫悟空（ゴヨー）[36]
- ひょっこりひょうたん島（窓口）

### CM
- ホテル聚楽

### ラジオドラマ
- 雲の絵本（1960年、女1）[37]